# 747
747 (DCCXLVII) fue un año común comenzado en domingo del calendario juliano, en vigor en aquella fecha.

## Acontecimientos
- Pipino el Breve es nombrado mayordomo de Austrasia tras la retirada a la vida monástica de su hermano Carlomán, convirtiéndose así en monarca efectivo de todo el reino franco.
- Las tropas enviadas por el califa Marwán II derrotan a los jariyíes de Abd Allah ibn Mu'awiya en el sur de Irak e Irán.
- Batalla de Secunda, el valí andalusí con apoyo qaisí, Yusuf al-Fihrî derrota a Abul-Jattar, de la facción yemení.
- Conflicto entre las tropas qaisíes y yemeníes en el Jorasán.
- Abu Muslim inicia la Revolución abasí en el Jorasán contra el califato omeya de Marwán II.
- El emperador romano Constantino V envía una flota para proteger sus posesiones en Chipre.

## Fallecimientos
- Eremberto, abad de Frisinga.